# Breplogen
Breplogen är ett berg i Antarktis. Det ligger i Östantarktis. Norge gör anspråk på området. Toppen på Breplogen är 2 725 meter över havet, eller 541 meter över den omgivande terrängen. Bredden vid basen är 8,0 km.
Terrängen runt Breplogen är huvudsakligen kuperad, men åt sydväst är den platt. Trakten är obefolkad. Det finns inga samhällen i närheten. 